# Gölle (Ungarn)
Gölle ist eine ungarische Gemeinde im Kreis Kaposvár im Komitat Somogy.  Zur Gemeinde gehört der nordöstlich gelegene Ortsteil Inámpuszta.

## Geografische Lage
Gölle liegt ungefähr 20 Kilometer nordöstlich des Komitatssitzes und der Kreisstadt Kaposvár. Nachbargemeinden sind Nak, Kapospula, Kisgyalán, Büssü und Kazsok.

## Geschichte
Im Jahr 1913 gab es in der damaligen Kleingemeinde 322 Häuser und 2748 Einwohner auf einer Fläche von 11.394 Katastraljochen. Sie gehörte zu dieser Zeit zum Bezirk Igal im Komitat Somogy.

## Söhne und Töchter der Gemeinde
Der berühmteste Sohn der Gemeinde ist der Schriftsteller István Fekete. In seinem Geburtshaus in Gölle ist sein Leben und Wirken ausgestellt.

## Sehenswürdigkeiten
- István-Fekete-Denkmal mit Büste, erschaffen 1999 von Pál Farkas
- István-Fekete-Gedenktafel, erschaffen 1971 von István Bors
- Kalvarienberg
- Marienstatue
- Römisch-katholische Kirche Urunk színeváltozása, erbaut 1756 im barocken Stil
- Römisch-katholische Kapelle Szent Vendel

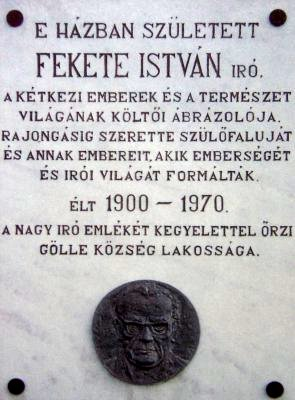
István-Fekete-Gedenktafel
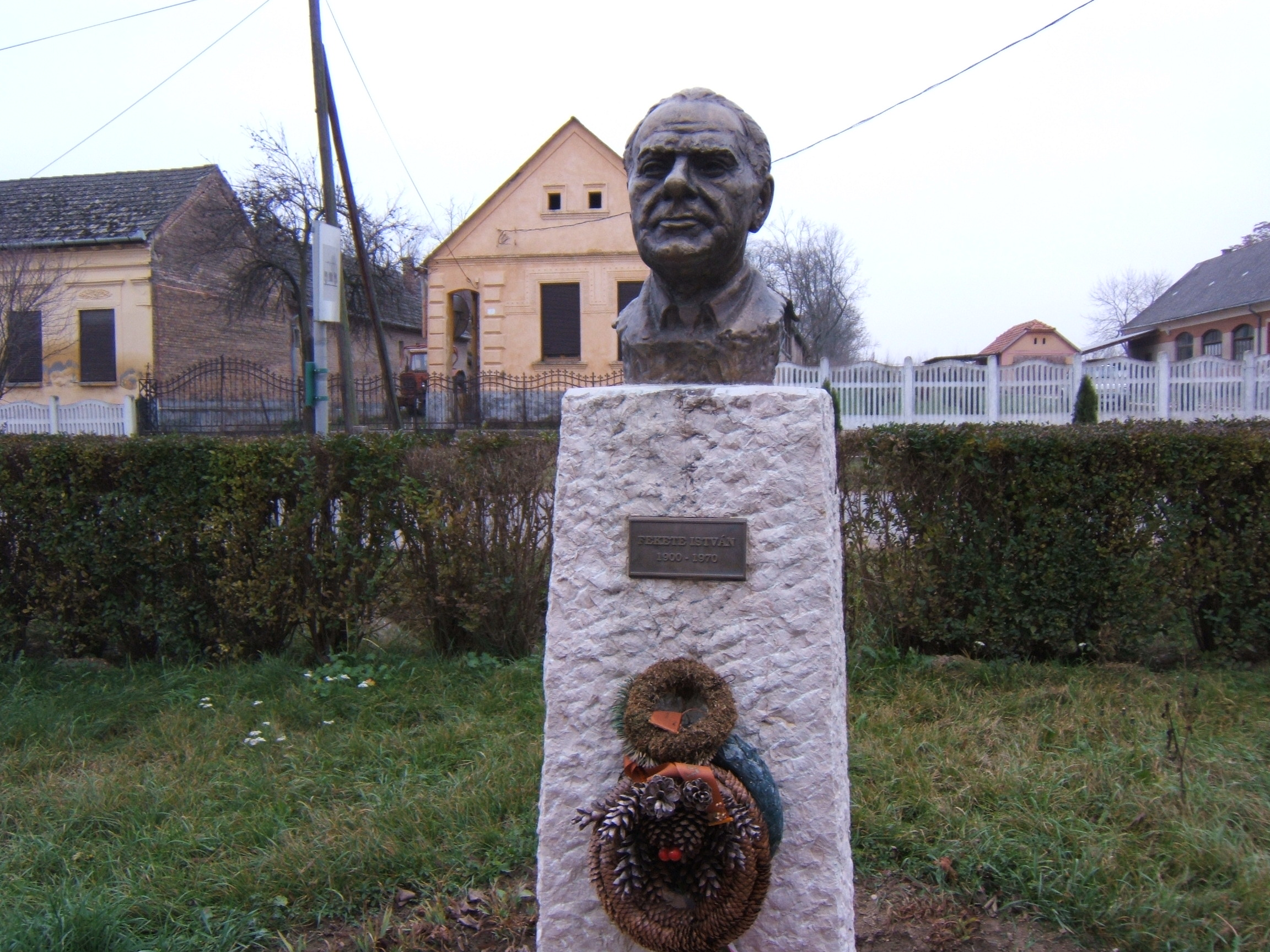
István-Fekete-Denkmal
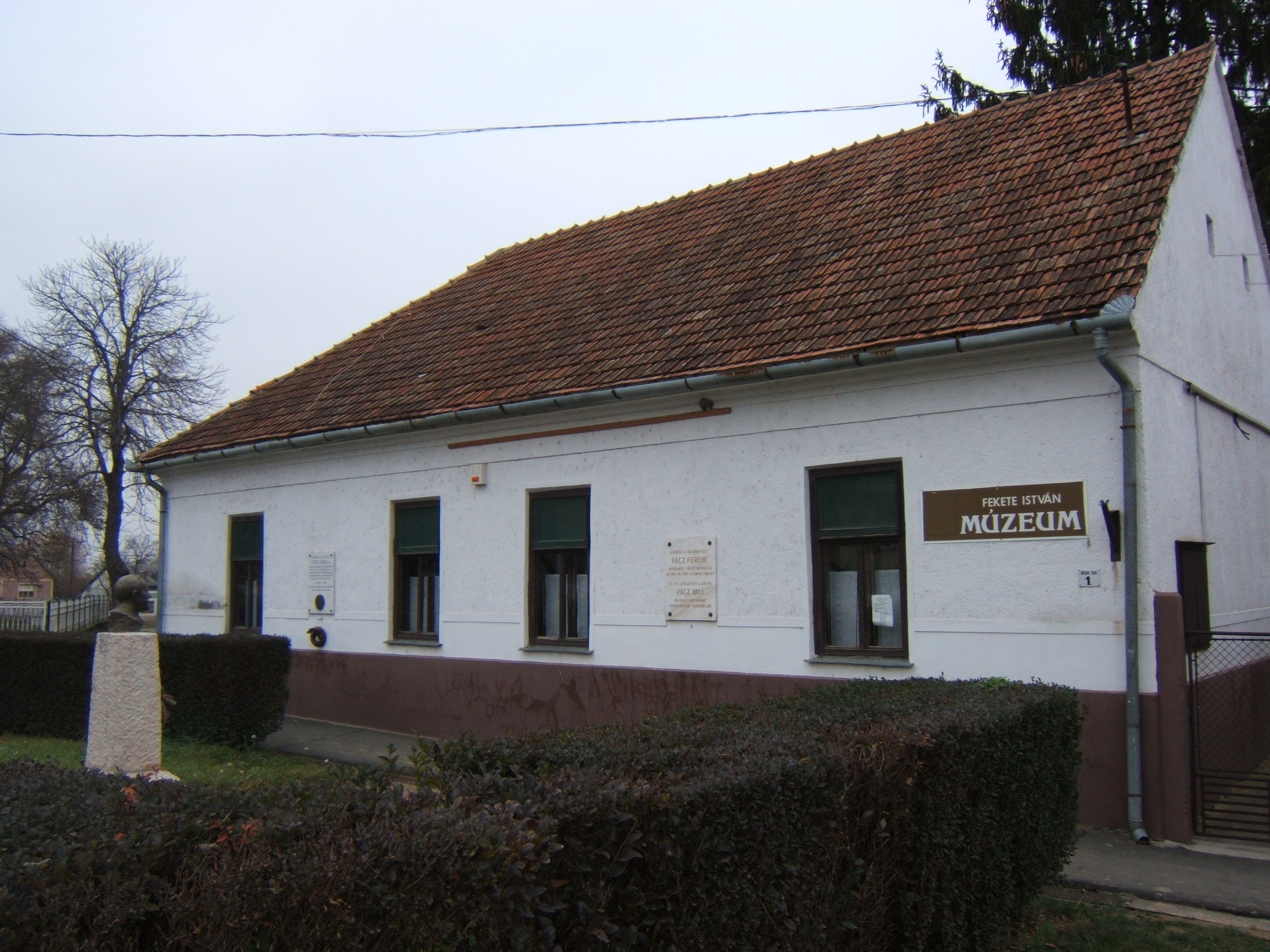
István-Fekete-Museum
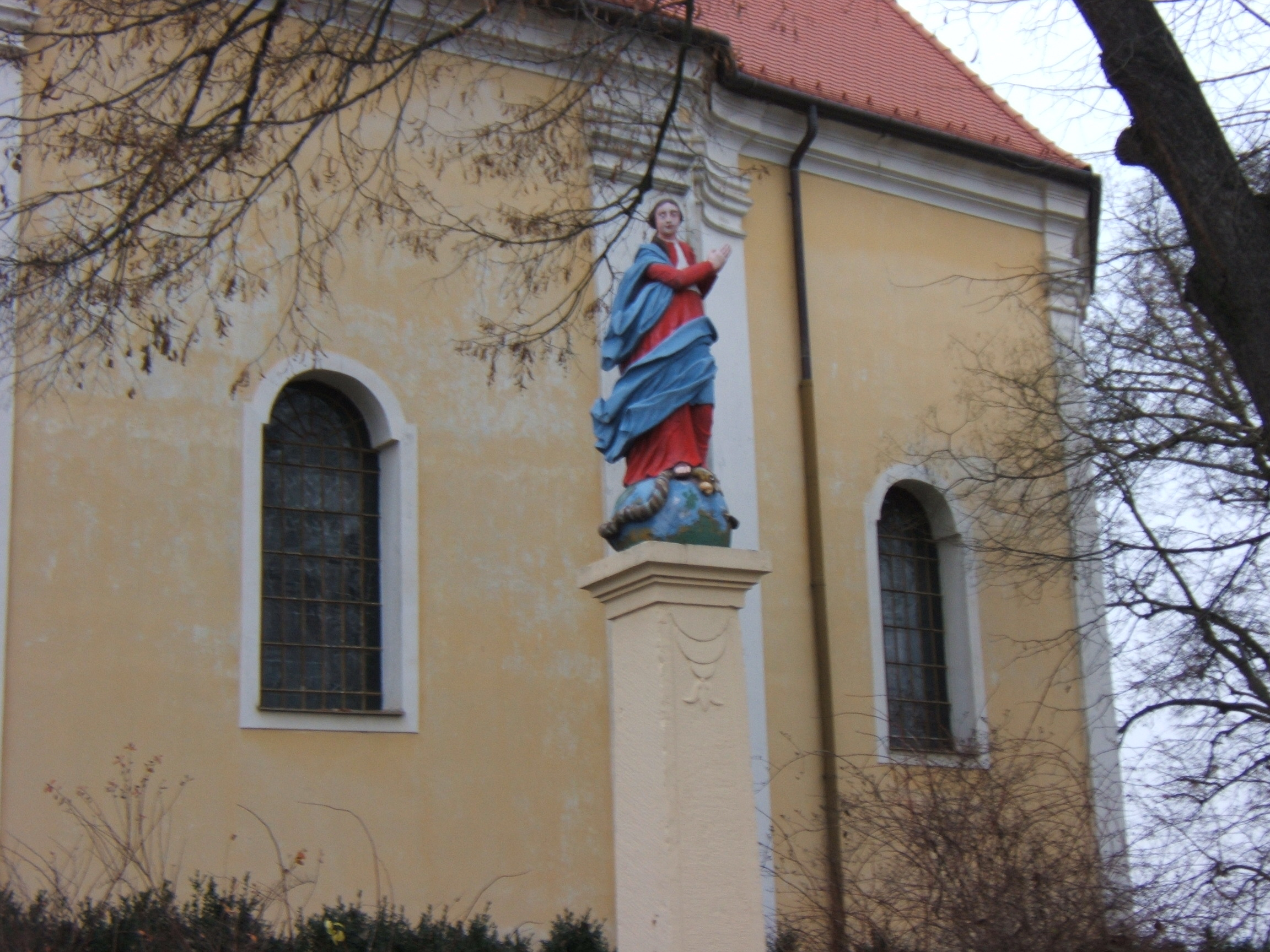
Marienstatue vor der Kirche
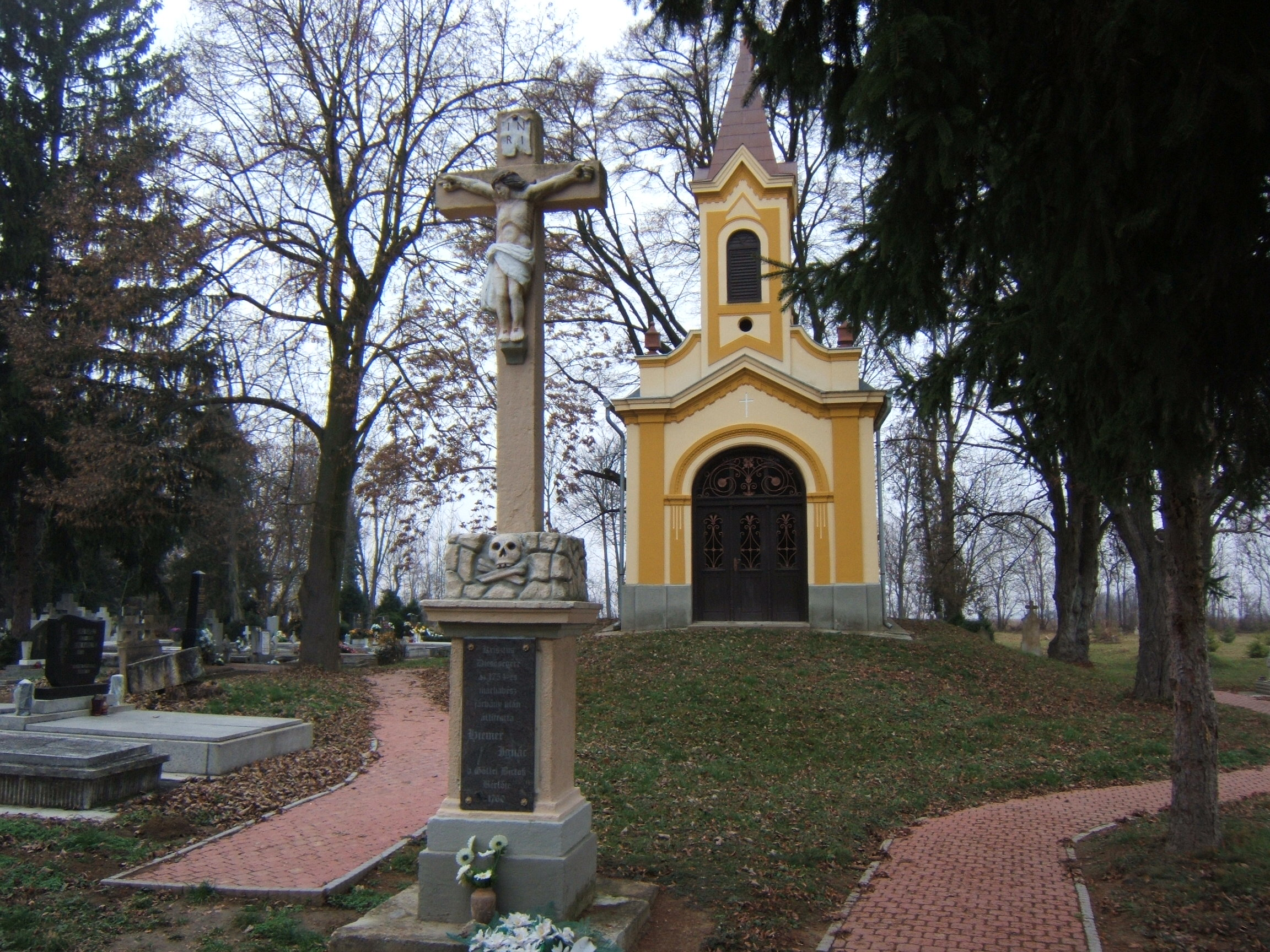
Kruzifix vor der Kapelle Szent Vendel
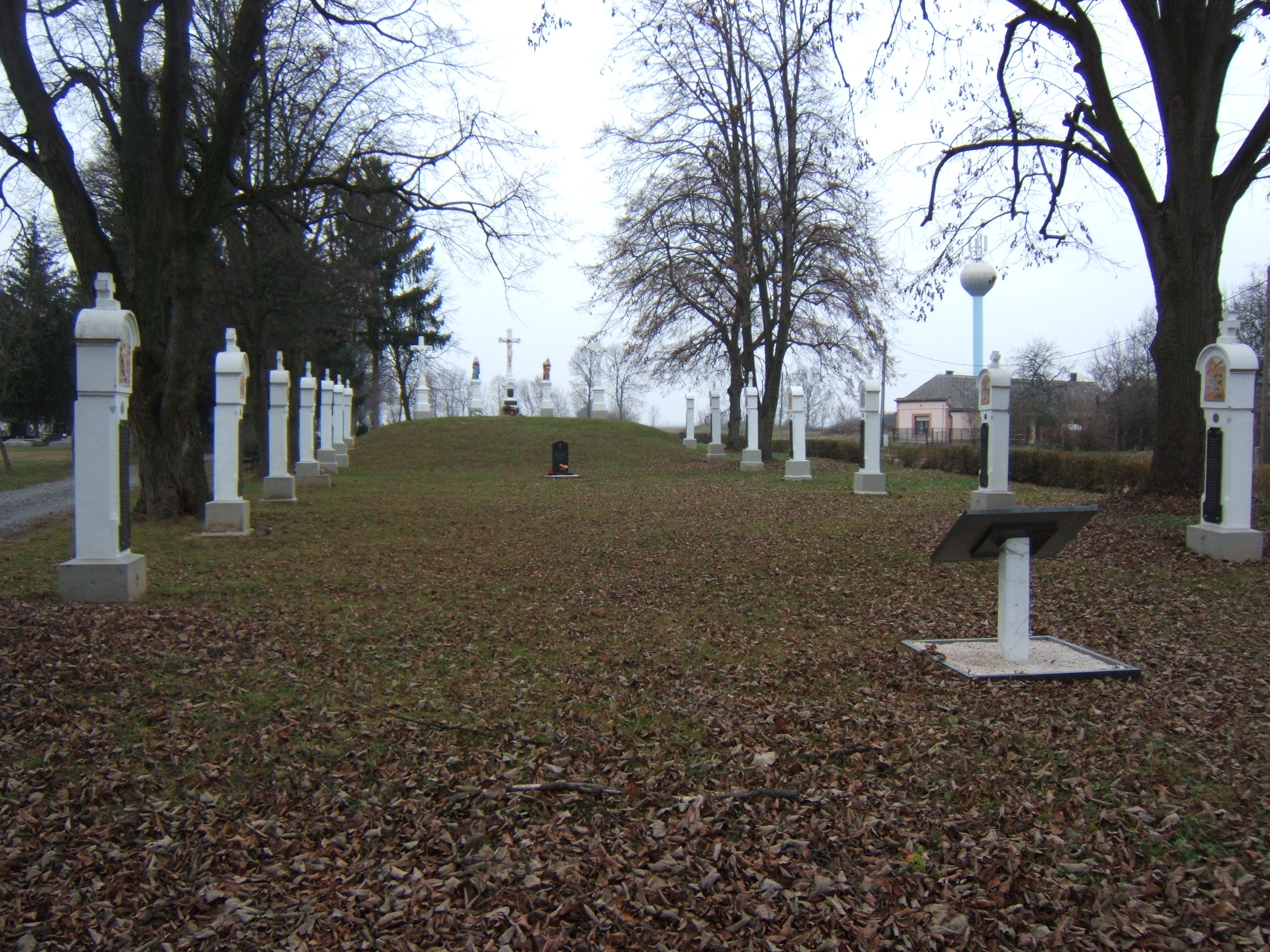
Kalvarienberg

## Verkehr
Durch Gölle verläuft die Landstraße Nr. 6518. Es bestehen Busverbindungen über Kisgyalán und Kazsok nach Igal sowie über Kisgyalán, Fonó, Baté und Taszár nach Kaposvár. Der nächstgelegene Bahnhof befindet sich südwestlich in Baté.